# Opsodoras morei
Opsodoras morei är en fiskart som först beskrevs av Steindachner, 1881.  Opsodoras morei ingår i släktet Opsodoras och familjen Doradidae. Inga underarter finns listade i Catalogue of Life.